# العزاونة (صدينة)
العزاونة هو دُوَّار يقع بجماعة لولجة، إقليم تاونات، جهة فاس مكناس في المملكة المغربية. ينتمي الدوّار لمشيخة صدينة التي تضم 13 دوار. يقدر عدد سكانه بـ 70 نسمة حسب الإحصاء الرسمي للسكان والسكنى لسنة 2004.

## روابط خارجية
- البوابة الوطنية للجماعات الترابية
- المندوبية السامية للتخطيط